# Jamendo
Jamendo és una plataforma musical i una comunitat d'àmbit internacional, creada al voltant de la música lliure, on els artistes poden pujar la seva música gratuïtament i el seu públic descarregar-la sota llicència Creative Commons. Fou fundada el gener del 2005.
Posa a disposició un catàleg de més de 7.000 artistes i més de 19.000 àlbums.
El nom és una contracció de les paraules "Jam" i "crescendo".

## Característiques principals
- Música amb llicències Creative Commons o Art Lliure.
- Descàrregues d'àlbums sencers per BitTorrent i eDonkey.
- Arxius en format Ogg Vorbis i MP3.
- Un sistema integrat de recomanació i qualificació d'àlbums.
- Etiquetes i ressenyes fetes per la mateixa comunitat.
- Streaming d'àudio d'una cançó, àlbums sencers o de 'els teus favorits'.
- Hostalatge gratuït per als artistes.
- Enllaços als llocs oficials dels artistes.
- Donacions voluntàries per als artistes a través de Paypal.

## Lliure i legal
Tota la música a Jamendo és sota alguna de les múltiples llicències Creative Commons, fent que sigui lliure i legal descarregar-la. Jamendo permet streaming de tots els seus àlbums, ja sigui en format MP3 o en OGG Vorbis, també ofereix descàrregues a través de les xarxes de BitTorrent i eDonkey.

## Remuneració als artistes
Jamendo proveeix la donació voluntària als artistes que manifestin l'esmentat desig. Els pagaments es realitzen a través de Paypal i es lliuren íntegres als artistes, menys les despeses bancàries i 50 cèntims d'euro per a Jamendo pels seus serveis. Entre gener i març de 2007, es va obrir a tall de prova un sistema de remuneració addicional mitjançant el qual el 50% dels ingressos per publicitat serien donats als artistes que s'acollissin al programa.

## Comunitat
Amb base a Luxemburg, Jamendo és internacional. Mentre que el gruix principal de la comunitat està format per francòfons, el lloc és actualment disponible en 6 idiomes (anglès, francès, castellà, alemany, italià i polonès). Altres llengües són en fase de desenvolupament, cada usuari registrat podent col·laborar en la traducció a partir del programa en anglès o francès.

## Hostalatge
Jamendo ofereix hostalatge gratuït per als artistes, sempre que la seva música sigui publicada sota llicències Creative Commons o Art Lliure.

## Algunes dades
Dades extretes de les estadístiques públiques de Jamendo a 29 de novembre de 2007.
- Hores disponibles de música 4.934
- Nombre total de pistes o cançons 78.443
- Nombre d'àlbums disponibles 5.913
- Nombre d'artistes registrats 337.292
- Nombre de membres registrats 212.819
- Mida total dels arxius distribuïts 2.65 TB
- Descàrregues realitzades a través de BitTorrent 2.580.612
- Nombre d'idiomes disponibles 26